# Andreas Jawlensky
Andréi Alexéievich Nesnakomoff-Jawlensky, (Anspoki, Preiļi, Imperio ruso (actual Letonia), 18 de enero de 1902 - Barga, Toscana, 10 de julio de 1984), más conocido como Andreas Jawlensky, fue un pintor ruso. Era hijo del también pintor Alekséi Jawlensky y de Hélène Nesnakomoff, aunque recibió su educación a manos de Marianne von Werefkin.

## Biografía
Hasta los 19 años Andreas se hizo pasar como el sobrino del pintor, ya que sus padres aún no estaban casados. Por lo tanto, hasta dicha edad utilizó únicamente el apellido de su madre, Nesnakomoff.
En 1914 participa por primera vez en una exposición en Malmö, Suecia. Ese mismo año su familia tuvo que trasladarse desde Alemania a Suiza debido a la Primera Guerra Mundial, donde estuvieron viviendo en las ciudades de Saint-Prex, Zúrich y Ascona entre los años 1914 y 1922. En estos años participa junto a su padre en exposiciones en Lausana y Zúrich, en la Exposición Internacional de las Artes en Venecia, en la galería Gurlitt en Berlín y en una exposición de arte ruso en Hannover.
En 1922 se traslada a la ciudad de Wiesbaden, donde sus padres finalmente contraen matrimonio. Su primer matrimonio llegaría en 1927, cuando se casa con Maria Katharina Schmuck. En esta década realiza exposiciones en Wiesbaden, Fráncfort, Bremen y Basilea.
En 1933 fallece su primera mujer y cuatro años después consigue la nacionalidad alemana. En 1941 se casa por segunda vez, aunque no tardaría en divorciarse. Ese mismo año, en plena Segunda Guerra Mundial, se alista en el ejército alemán y lo envían al frente oriental, en Rusia, donde hace de intérprete. Aquel año, muere su padre. En Dnipró, actual Ucrania, conocería a su tercera esposa, Maria Biblikow, en 1944, que se mudaría a casa de su madre en Wiesbaden, Alemania. En este último año nace su primera hija, Lucia.
Durante la retirada del ejército nazi en 1945, Jawlensky es hecho prisionero de guerra por el Ejército Rojo e incarcerado en la provincia de Brandenburgo. Sentenciado a muerte, su condena es conmutada a 25 años de trabajos forzados. Pasaría diez años en campos penitenciarios soviéticos (gulags) en Siberia y en los Urales. Los soviéticos le liberan en 1955 y le rapatrian como  Spätheimkehrer a Wiesbaden donde se casa con Maria Biblikow. Dos años más tarde nace su segunda hija, Angelica, y la familia se traslada al cantón del Tesino, en Suiza. Algunas exposiciones de esta década son dos exposiciones conjuntas con su padre en la galería Kleemann de Nueva York y en la galería Dalzel Hatfield de Los Ángeles, y otra individual en la galería Alex Fiómel en Düsseldorf.
En 1965 muere su madre y en 1974 obtiene la nacionalidad suiza. Cuatro años más tarde realiza una exposición en el Museo Wiesbaden. En sus últimos años de vida recopila la obra de su padre en un archivo, inaugurado por sus hijas dos años después de su muerte. Fallece el 10 de julio de 1984 en la casa de su hijo adoptivo en Barga, Italia, y es enterrado en Locarno, Suiza.